# 马拉古蒂

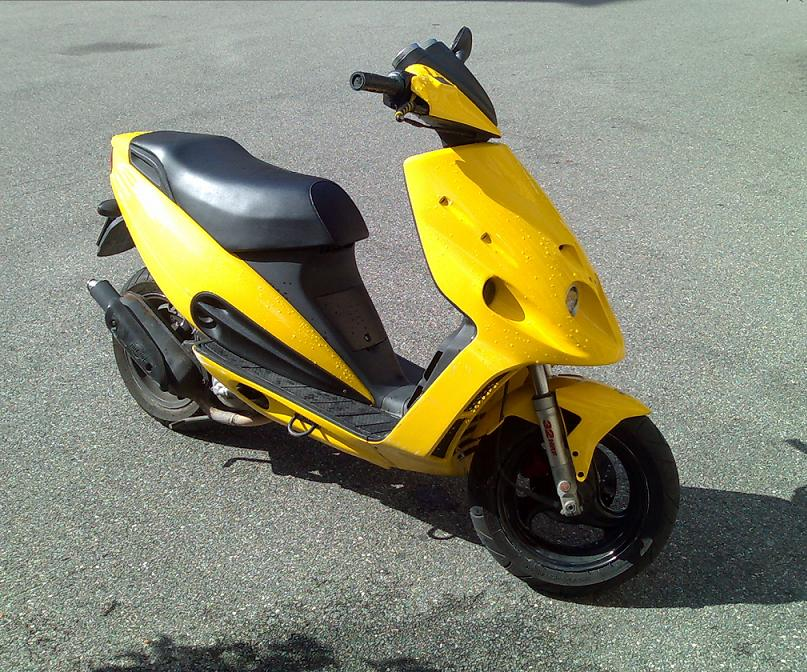
马拉古蒂Phantom F12黄款

马拉古蒂（Malaguti）或作麦拉古迪，是意大利一家生产踏板式摩托车和轻便摩托车的公司。1930年在博洛尼亚创立。
1930年，自行车手安东尼诺·马拉古蒂（Antonino Malaguti）创办了一家经销、修理小型自行车的店铺，之后很快转向自行车生产。第二次世界大战后，该公司开始生产轻便摩托车，很快成为该公司的主营业务。
2011年底因经营状况不佳而破产。2018年，奥地利集团KSR Group GmbH收购了马拉古蒂品牌。
2022年12月22日，中国的宗申摩托联合马拉古蒂推出了一款型号为M250R的运动型街车。